# تينا داراغ
تينا داراغ (بالإنجليزية: Tina Darragh)‏ هي كاتِبة وشاعرة أمريكية، ولدت في 1950.